# Guía del Estado Eclesiástico Seglar y Regular de España é Indias
La Guía del Estado Eclesiástico fue una publicación anual que hacía las veces de guía oficial de la Iglesia católica en el Reino de España.

## Historia
La primera publicación se realizó en 1787 y desde entonces se realizó con un carácter casi anual, aunque de forma irregular en los siguientes años: 1787-1789, 1793, 1795-1805, 1807-1808; 1814-1817, 1819-1830, 1832-1835. Sus principales impulsores fueron Julián Sánchez de Haedo y Mariano de Escartín.
Fue publicada en Madrid, en diferentes imprentas incluyendo la Imprenta de Sancha desde 1817. 
En 1848, su publicación fue retomada por Primitivo Fuentes que publicó los ejemplares de los años: 1848, 1850, 1853, 1854, 1858, 1860, 1862 y 1868, aunque bajo el nombre de Guía del Estado Eclesiástico de España.

## Descripción
En su edición de 1832 la guía contaba con 555 páginas.
En la edición señalada, su contenido se estructuraba de la forma siguiente:
1. Cronología de los Sumos Pontífices.
2. Oficios y dignidades de las órdenes militares de Santiago, Calatrava, Alcántara, Montesa y San Juan.
3. Capilla Real.
4. Arzobispos, Obispos y principal clerecía de las diócesis de España.[Nota 1] Incluye también las iglesias colegiales y abadías[Nota 2] y los 52 beneficios que fueron reservados a la Santa Sede en el Concordato de 1753.
5. Arzobispos, Obispos y principal clerecía de las catedrales de las Indias.[Nota 3] Se incluye la iglesia colegial de Nuestra Señora de Guadalupe en la Ciudad de México.
6. Jurisdicción de los ejércitos y armada.
7. Superiores generales y provinciales de las órdenes regulares.
8. Cardenales del Sacro Colegio.
9. Nuncios apostólicos.
10. Auditores del Tribunal de la Sagrada Rota.
11. Patriarcas, arzobispos y obispos del mundo.

### Individuales
1. ↑  Cárcel Ortí, Vicente (1979). «Introducción bibliográfica. 8. Guías y estadísticas españolas». Historia de la Iglesia en España. V La Iglesia en la España contemporánea (1808-1975) V. dirigida por Ricardo García Villoslada. Editorial Católica. p. XXXI.
2. ↑  «Madrid, 13 de Febrero de 1787.- En la librería del cuarto del Real Monasterio del Escorial, se vente un ritual. Oraciones para confesar y comulgar, se halla en la librería de Hurtado. Guía del estado eclesiástico seglar y regular de España, se halla en la imprenta Real. Nueva edición del viaje y peregrinación a Jerusalén, se halla en las librerías de Luna. Desengaño de malos desengañadores, se halla en casa de Gómez. Otros.». Gaceta de Madrid (13). 13 de febrero de 1787. p. 108.
3. ↑  España, Isabel II de (16 de septiembre de 1848). «Real órden autorizando á D. Primitivo Fuentes para que redacte y publique la Guía del estado eclesiástico de España.». Gaceta de Madrid (5117). p. 1.
4. ↑  Índice. «Guia del Estado Eclesiastico Seglar y Regular de España en Particular y de Toda la Iglesia Cat: En General para el Año». Guía del Estado Eclesiástico Seglar y Regular de España (Imprenta Real): 545-552. 1832. Consultado el 17 de agosto de 2023.